# Karambakkudi
Karambakkudi (o Karambakuduy) è una suddivisione dell'India, classificata come town panchayat, di 12.007 abitanti, situata nel distretto di Pudukkottai, nello stato federato del Tamil Nadu. In base al numero di abitanti la città rientra nella classe IV (da 10.000 a 19.999 persone).

## Geografia fisica
La città è situata a 10° 28' 0 N e 79° 7' 60 E e ha un'altitudine di 35 m s.l.m..

## Società

### Evoluzione demografica
Al censimento del 2001 la popolazione di Karambakkudi assommava a 12.007 persone, delle quali 6.068 maschi e 5.939 femmine. I bambini di età inferiore o uguale ai sei anni assommavano a 1.314, dei quali 650 maschi e 664 femmine. Infine, coloro che erano in grado di saper almeno leggere e scrivere erano 8.637, dei quali 4.717 maschi e 3.920 femmine.